# Orthochromis
Orthochromis là một chi haplochromine cichlids là đặc hữu của Đông Phi.
At present, 14 loài are placed here:
- Orthochromis kalungwishiensis (Greenwood & Kullander, 1994)
- Orthochromis kasuluensis
- Orthochromis luichensis
- Orthochromis luongoensis (Greenwood & Kullander, 1994)
- Orthochromis machadoi (Poll, 1967) – Cunene Dwarf Happy
- Orthochromis malagaraziensis
- Orthochromis mazimeroensis
- Orthochromis mosoensis
- Orthochromis polyacanthus (Boulenger, 1899)
- Orthochromis rubrolabialis
- Orthochromis rugufuensis
- Orthochromis stormsi (Boulenger, 1902)
- Orthochromis torrenticola (Thys van den Audenaerde, 1963)
- Orthochromis uvinzae

Several of them were formerly in the now-monotypic Schwetzochromis.